# Oxyethira teixeirai
Oxyethira teixeirai är en nattsländeart som beskrevs av Harris och Davenport 1992. Oxyethira teixeirai ingår i släktet Oxyethira och familjen smånattsländor. Inga underarter finns listade i Catalogue of Life.